# NBL 2001/02
Die NBL 2001/02 war die 24. Austragung der australasischen National Basketball League. Die mit elf Teams aus Australien ausgetragene Meisterschaft begann am 11. Oktober 2001 und endete am 19. April 2002. Im Finale konnte sich die Adelaide 36ers in der Best-of-three-Serie gegen die West Sydney Razorbacks in drei Spielen durchsetzen und damit ihren vierten Meistertitel erringen.

## Modus
Jedes Team trägt in der regulären Saison 15 Heim- und Auswärtsspiele aus. Die in der Endtabelle auf den ersten sechs Plätzen stehenden Teams qualifizieren sich für das Viertelfinale der NBL Finals, die im Play-off-Modus ausgetragen werden. Dabei tritt das bestplatzierte Team gegen den Sechsten, das zweitbeste Team gegen den Fünften und der Dritte gegen den Vierten an. Die drei Gewinner der best of three-Serie und der bestgesetzte Verlierer ziehen ins Halbfinale ein. Dabei spielt das bestgesetzte Team gegen den Verlierer des Viertelfinals. Die Gewinner ziehen ins Finale ein. Im Halbfinale und im Finale gilt ebenfalls der best of three-Modus.

## Tabelle
Abschlusstabelle nach Ende der Hauptrunde
- Für das Play-off Halbfinale qualifiziert
- Für das Play-off Viertelfinale qualifiziert

| Pl.  | Team                   | Spiele | Siege | Niederlagen | Siegquote | Punkte+ | Punkte- | Punktedifferenz | Heimbilanz | Auswärtsbilanz |
| ---- | ---------------------- | ------ | ----- | ----------- | --------- | ------- | ------- | --------------- | ---------- | -------------- |
| 01.  | Victoria Titans        | 30     | 21    | 9           | 70,00     | 3127    | 2896    | +231            | 13:2       | 8:7            |
| 02.  | Perth Wildcats         | 30     | 17    | 13          | 56,67 %   | 2947    | 2923    | +24             | 12:3       | 5:10           |
| 03.  | Adelaide 36ers         | 30     | 17    | 13          | 56,67 %   | 3049    | 3064    | −15             | 11:4       | 6:9            |
| 04.  | Wollongong Hawks       | 30     | 16    | 14          | 53,33 %   | 2903    | 2957    | −54             | 8:7        | 8:7            |
| 05.  | West Sydney Razorbacks | 30     | 16    | 14          | 53,33 %   | 3100    | 2963    | +137            | 13:2       | 3:12           |
| 06.  | Melbourne Tigers       | 30     | 16    | 14          | 53,33 %   | 3072    | 3053    | +19             | 8:7        | 8:7            |
| 07.  | Brisbane Bullets       | 30     | 14    | 16          | 46,67 %   | 3006    | 3047    | −41             | 8:7        | 6:9            |
| 08.  | Sydney Kings           | 30     | 14    | 16          | 46,67 %   | 3244    | 3228    | +16             | 9:6        | 5:10           |
| 09.  | Townsville Crocodiles  | 30     | 13    | 17          | 43,33 %   | 3225    | 3187    | +38             | 9:6        | 4:11           |
| 010. | Canberra Cannons       | 30     | 12    | 18          | 40,00 %   | 2863    | 2980    | −117            | 10:5       | 2:13           |
| 011. | Cairns Taipans         | 30     | 9     | 21          | 30,00 %   | 2706    | 2944    | −238            | 5:10       | 4:11           |

## Play-offs

### Modus
Die auf den ersten sechs Plätzen der Abschlusstabelle der regulären Saison platzierten Mannschaften qualifizieren sich für die Play-offs. Dabei tritt das bestplatzierte Team gegen den Sechsten, das zweitbeste Team gegen den Fünften und der Dritte gegen den Vierten an. Die drei Gewinner der best of three-Serie und der bestgesetzte Verlierer ziehen ins Halbfinale ein. Dabei spielt das bestgesetzte Team gegen den Verlierer des Viertelfinals. Die Gewinner ziehen ins Finale ein. Im Halbfinale und im Finale gilt ebenfalls der best of three-Modus.

### Spiele
|  | Halbfinale | Halbfinale       | Halbfinale             | Halbfinale | Halbfinale |     |                        | Finale         | Finale | Finale | Finale | Finale |
|  |            |                  |                        |            |            |     |                        |                |        |        |        |        |
|  | 3          | Adelaide 36ers   | 99                     | 81         | 103        |     |                        |                |        |        |        |        |
|  | 1          | Victoria Titans  | 92                     | 86         | 92         |     |                        |                |        |        |        |        |
|  | 1          | Victoria Titans  | 92                     | 86         | 92         |     | 3                      | Adelaide 36ers | 106    | 100    | 125    |        |
|  |            |                  |                        |            |            |     | 3                      | Adelaide 36ers | 106    | 100    | 125    |        |
|  |            | 5                | West Sydney Razorbacks | 97         | 103        | 107 |                        |                |        |        |        |        |
|  | 5          | 5                | West Sydney Razorbacks | 97         | 103        | 107 | West Sydney Razorbacks | 93             | 125    | 115    |        |        |
|  | 5          |                  |                        |            |            |     |                        | 93             | 125    | 115    |        |        |
|  | 6          | Melbourne Tigers | 114                    | 109        | 103        |     |                        |                |        |        |        |        |

## Individuelle Auszeichnungen
- Most Valuable Player der regulären Saison (Andrew Gaze Trophy): Mark Bradtke (Melbourne Tigers)
- Rookie of the Year: Travis Lane (Sydney Kings)[1]
- Best Defensive Player (Damian Martin Trophy): Simon Dwight (West Sydney Razorbacks)
- Coach of the Year (Lindsay Gaze Trophy): Brian Goorjian (Victoria Titans)
- NBL Most Improved Player: Wade Helliwell (Brisbane Bullets)
- NBL Best Sixth Man: Jamahl Mosley (Victoria Titans)
- All-NBL First Team:
  - Ricky Grace (Perth Wildcats)
  - Lanard Copeland (Melbourne Tigers)
  - Mark Bradtke[2] (Melbourne Tigers)
  - Chris Anstey (Victoria Titans)
  - Paul Rogers (Adelaide 36ers)

- Grand Final Series MVP (Larry Sengstock Medal): Brett Maher (Adelaide 36ers)